# Borée
Pour les articles homonymes, voir Borée (homonymie).
Borée (en grec ancien Βορέας / Boréas, littéralement « vent du nord »), dans la mythologie grecque, est le fils d'Éos (l'Aurore) et d'Astréos. Il est la personnification du vent du nord, l'un des quatre vents directionnels.

## Étymologie
L’étymologie du nom « Borée » est inconnue ; Pierre Chantraine a suggéré l’interprétation « vent de la montagne », mais il s’agit d’une simple hypothèse. Par extension, Borée désigne le nord en général. Son nom entre en composition dans le nom des Hyperboréens, peuple mythique qui, selon l’étymologie ancienne, réside « au-delà de Borée », ainsi que dans celui des Βορείγονοι / Boreígonoi, traditionnellement traduit par « Aborigènes », littéralement « ceux qui sont nés de Borée », nom donné par le poète Lycophron à une peuplade du nord.
René Guénon indique quant à lui que la racine nordique bor se retrouve dans le sanskrit var et qu’elle désigne dans les deux cas le sanglier (d’où boar en anglais et eber en allemand). Il précise en outre que le sanglier est dans la tradition druidique comme dans la tradition hindoue, un symbole de l’autorité spirituelle et qu’à ce titre le terme borée, tout comme son équivalent sanskrit Vârâhî, se traduit par « terre du sanglier », qui désigne le centre spirituel polaire primordial.

## Famille
Borée est le fils des titans Astréos et Éos (l'Aurore).
Un des vents directionnels, les Anémoi, il est le frère d'Euros, Caecias, Notos, Apéliote, Lips, Zéphyr et Sciron. Hygin et Aratos lui donnent également Astrée pour sœur,. Il a aussi pour demi-frères maternels l'étoile du matin et l'étoile du soir, Éosphoros et Hespéros, et les étoiles en général.
Il enlève et épouse Orithye de qui il a plusieurs enfants : Deux fils dénommés Calaïs et Zétès, les Boréades, et une fille, Chioné, la Neige. Les Aurai leur sont également parfois données comme filles et peuvent alors être également qualifiés de Boréades,,.
Sous l'apparence d'un cheval aux crins d'azur, il s'unit avec les juments d'Érichthonios, fils de Dardanos, qui donnent naissance à douze poulains si agiles qu'ils courent sur les épis de blé sans les courber et sur la cime des vagues sans les rider. Un mythe minoritaire lui attribue également la paternité des Harpies.
Borée est également le père des Nymphes hyperboréennes (en), dont le nom de la mère n'est pas précisé.

## Mythe

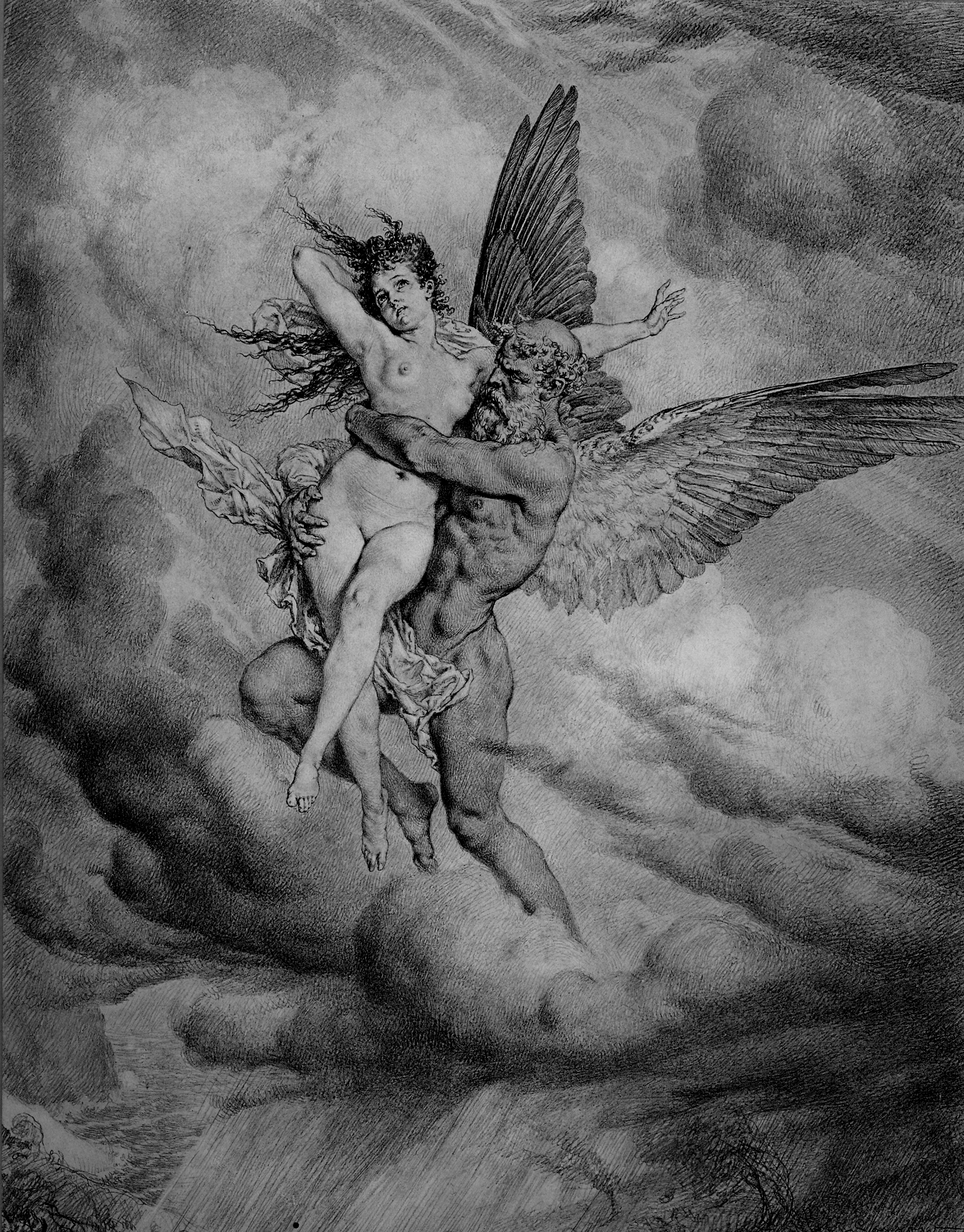
Borée enlevant Orithye, par Heinrich Lossow

Borée appartient à la race des Titans qui incarnent les forces primaires de la nature. Comme son frère Zéphyr, il réside en Thrace.
À la requête d'Achille, Iris vient le chercher, lui et Zéphyr, alors qu'ils sont en train de festoyer, afin qu'ils attisent les flammes du bûcher funéraire de Patrocle.
Dans une version de la naissance d'Apollon et Artémis, Borée intervient à la demande de Zeus pour sauver Léto, poursuivie par le serpent Python ; il l'amène à Poséidon qui à son tour, la cache sur l'île d'Ortygie où elle mettra au monde les deux dieux. Une version minoritaire du mythe des Argonautes le rend également responsable de la punition de Phinée.
Le mythe le plus connu qui lui est rattaché est l'enlèvement d'Orithye, fille du roi athénien Érechthée. Alors qu'elle cueille des fleurs sur les rives du Céphise, Borée l'emporte en Thrace où elle donne naissance à Calaïs et Zétès, les Boréades. C'est le sujet d'une tragédie perdue d'Eschyle, Orithye ; les fragments survivants portent à croire que Borée demande officiellement la main d'Orithye et qu'il l'enlève après qu'on lui a opposé un refus.
Lorsque Sirius, venu sur Terre, tombe amoureux d'Opóra, la personnification des fruits, sans qu'elle ne lui rende son amour et provoque de grandes chaleurs et la sécheresse sur Terre, les mortels, souffrant, se tournent vers les dieux pour obtenir de l'aide. En réponse à leurs suppliques, c'est Borée qui décide d'envoyer ses fils à la recherche d'Opóra pour qu'ils l'amènent à Sirius. Cela calme la passion de ce dernier et la sécheresse cesse. Depuis, chaque année à cette époque, lorsque l'automne arrive (saison des récoltes et des fruits symbolisant Opóra), en souvenir de cet amour, Sirius augmente sa splendeur.

## Culte
Borée est un dieu populaire à Athènes, où on lui attribue la sauvegarde de la ville face à la flotte de Xerxès : alors que les vaisseaux perses approchent de la côte magnésienne, l'oracle de Delphes recommande aux Athéniens de demander secours à leur gendre. La flotte athénienne comprend qu'il s'agit de Borée, époux de la fille d'Éréchthée, et lui offre un sacrifice. Le vent du nord répond à leur appel et détruit la flotte perse. En son honneur, les Athéniens lui érigent un temple sur les bords de l'Ilissós et instituent des fêtes annuelles.

## Représentations artistiques

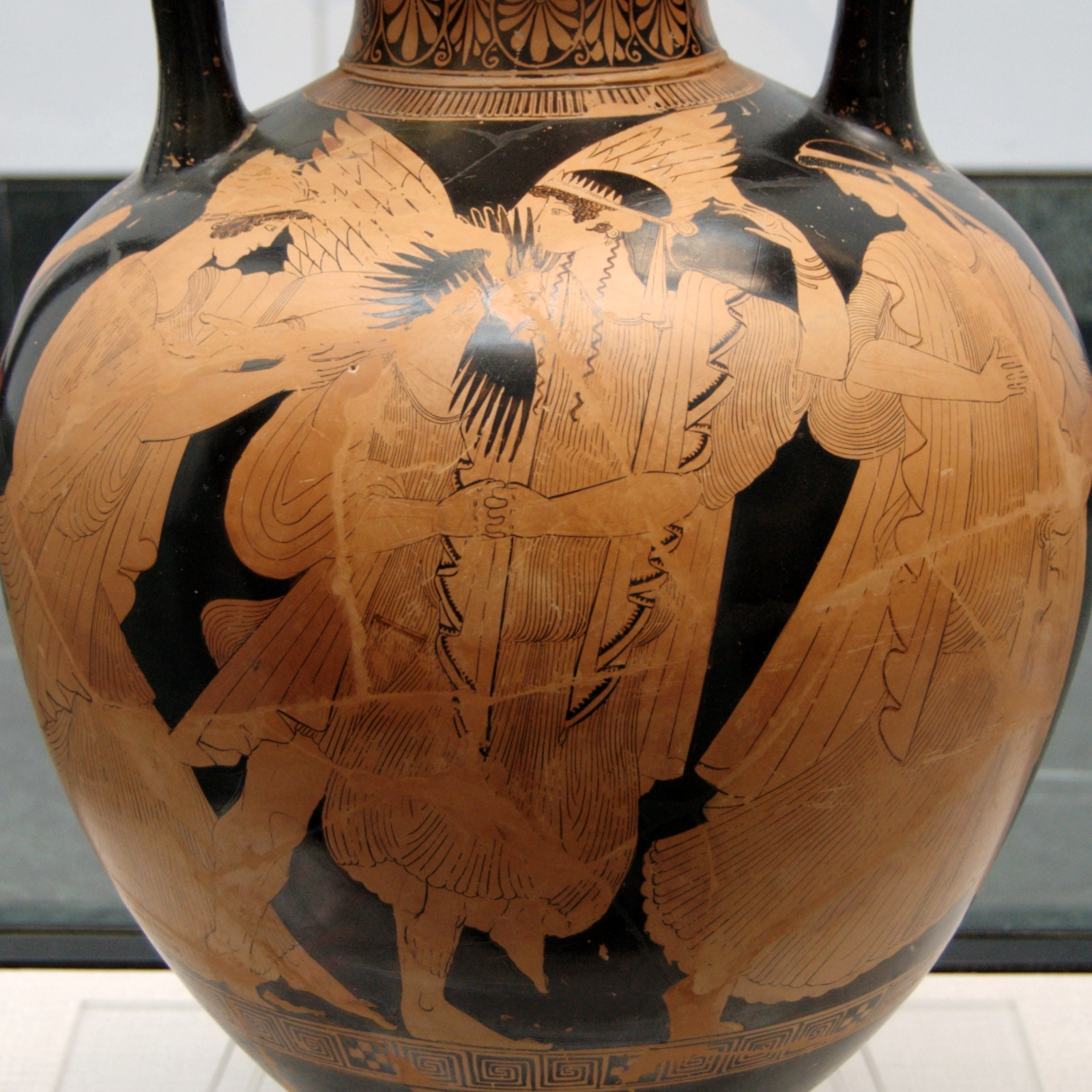
L'enlèvement d'Orithye par le Peintre d'Orithye (vase éponyme), 470-760 av. J.-C., Staatliche Antikensammlungen de Munich

Borée est habituellement représenté comme un homme d'âge moyen, barbu, portant une tunique courte et doté d'une paire d'ailes. Un vase le montre doté d'un double visage, à l'instar du Janus romain — il s'agit probablement de Borée et Antiborée, le double vent qui souffle sur l'Euripe. Le peintre d'Orithye le représente avec les cheveux et la barbe hérissée, sans doute pour symboliser la rudesse du vent du nord.
L'enlèvement d'Orithye par Borée est représenté pour la première fois sur le coffre sculpté de Cypsélos, qui montre le dieu avec des queues de serpent en lieu et place de pieds. C'est l'un des sujets favoris des peintres sur vase athéniens dans le deuxième quart du Ve siècle av. J.-C. : il apparaît sur 42 vases de la recension de John Beazley, et sur une large variété de formes. Il figure également dans la décoration sculptée du Temple des Athéniens à Délos.
Borée a inspiré à Jean-Philippe Rameau son dernier opéra, Les Boréades (1755). Alphise, reine de Bactriane, est vouée par une prophétie à épouser l'un des descendants du dieu, les Boréades. Cependant, c'est d'un jeune étranger, Abaris, qu'elle s'éprend, éveillant ainsi la colère de Borée, qui menace de dévaster le royaume. La reine et son fiancé ne sont sauvés que par une flèche magique donnée par L'Amour, qui vainc les Boréades. Apollon survient, reconnaît Abaris pour son fils, et Borée doit se déclarer vaincu.

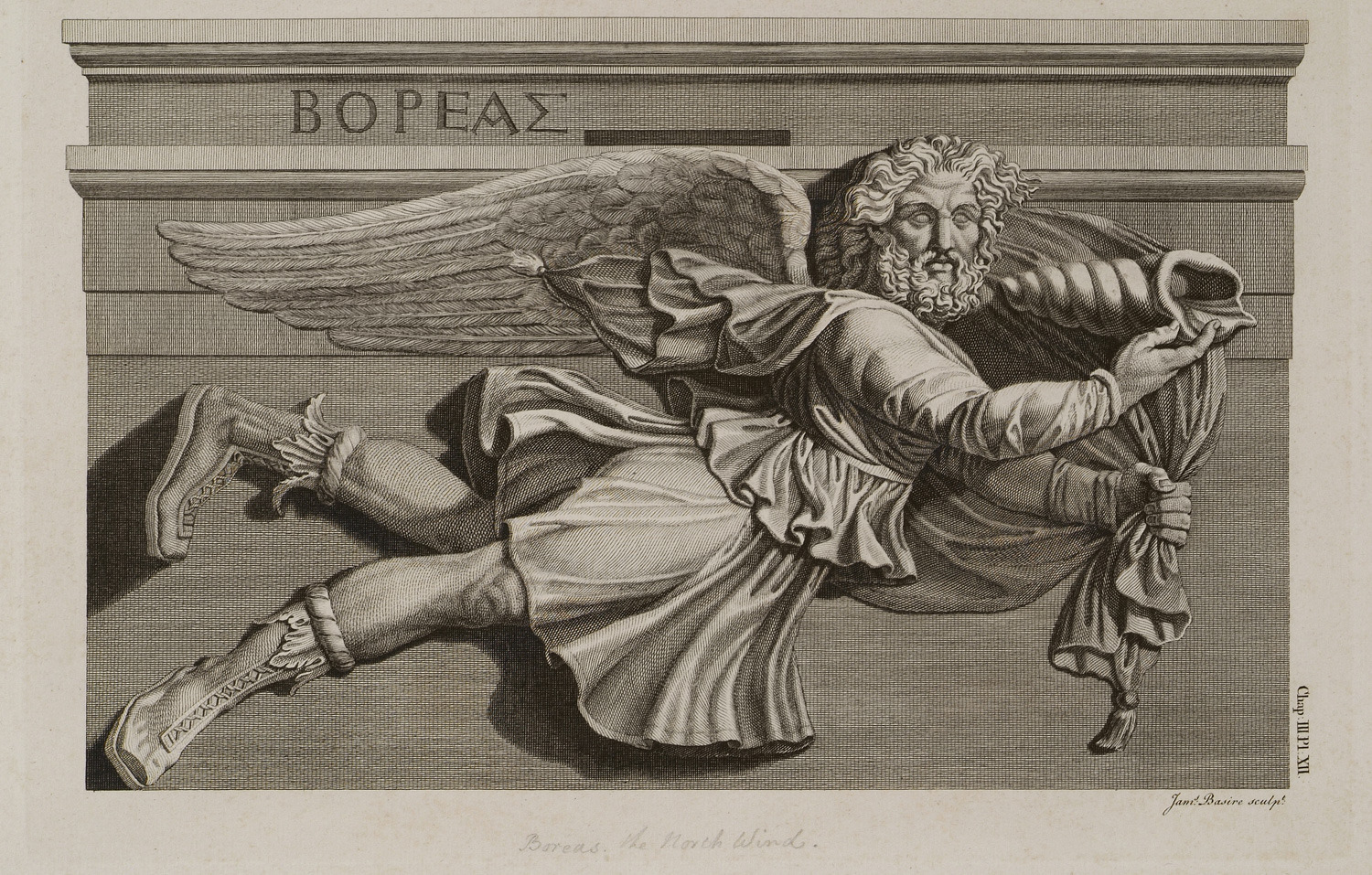
Gravure de la représentation de Borée de la tour des Vents.